# Llave Mayu
Llave Mayu ist eine Ortschaft im Departamento Cochabamba im südamerikanischen Anden-Staat Bolivien.

## Lage im Nahraum
Llave Mayu ist ein neu erschlossenes Siedlungsgebiet im nördlichen Teil des Municipios Arbieto in der Provinz Esteban Arce auf der 490 km² großen fruchtbaren Hochebene des Valle Alto. Die Siedlung entsteht auf einer Höhe von 2727 m wenige Kilometer nördlich des Stausees La Angostura, in direktem Anschluss an die südöstlichen Vororte der Metropole Cochabamba.

## Geographie
Llave Mayu liegt im Übergangsbereich zwischen der Anden-Gebirgskette der Cordillera Central und dem bolivianischen Tiefland.
Die mittlere Durchschnittstemperatur der Region liegt bei etwa 18 °C (siehe Klimadiagramm Cochabamba) und schwankt nur unwesentlich zwischen 14 °C im Juni/Juli und 20 °C im Oktober/November. Der Jahresniederschlag beträgt nur rund 450 mm, bei einer ausgeprägten Trockenzeit von Mai bis September mit Monatsniederschlägen unter 10 mm und einer Feuchtezeit von Dezember bis Februar mit 90 bis 120 mm Monatsniederschlag.

## Verkehrsnetz
Llave Mayu liegt in einer Entfernung von 16 Straßenkilometern südöstlich von Cochabamba, der Hauptstadt des gleichnamigen Departamentos.
Von Cochabamba führt die asphaltierte Nationalstraße Ruta 7 in südöstlicher Richtung bis zum Staudamm von La Angostura. Drei Kilometer vorher zweigt eine Stichstraße in nordöstlicher von der Ruta 7 ab, die Straße Sacaba – Angostura, die direkt in das Neusiedlungsgebiet von Llave Mayu I und Llave Mayu II hineinführt.

## Bevölkerung
Die Einwohnerzahl der Ortschaft ist in den letzten Jahren deutlich angestiegen:
| Jahr | Einwohner         | Quelle       |
| ---- | ----------------- | ------------ |
| 1992 | keine Detaildaten | Volkszählung |
| 2001 | keine Detaildaten | Volkszählung |
| 2012 | 1191              | Volkszählung |
| 2024 |                   | Volkszählung |

Die Region weist einen hohen Anteil an Quechua-Bevölkerung auf, im Municipio Arbieto sprechen 92,4 Prozent der Bevölkerung Quechua.